# Prinzessin Mäusehaut
Prinzessin Mäusehaut ist ein Märchen (ATU 510B). Es stand in den Kinder- und Hausmärchen der Brüder Grimm nur in der 1. Auflage von 1812 an Stelle 71 (KHM 71a).

## Inhalt
Ein König möchte herausfinden, welche seiner Töchter ihn am liebsten hat. Jede Tochter soll deshalb dem König sagen, womit ihre Liebe zu vergleichen ist. Die Älteste sagt daraufhin, dass sie ihn so liebt wie das ganze Königreich. Die zweite behauptet, sie würde ihn so lieben wie alle Juwelen und Edelsteine auf der Welt. Die jüngste Tochter aber sagt, sie habe ihn so lieb wie Salz. Für diese Antwort soll sie ein Diener des Königs im Wald töten. Dieser ist ihr aber treu ergeben und bietet ihr an, gemeinsam mit ihr zu fliehen. Die Tochter lehnt dies ab und verlangt nur ein Kleid aus Mäusehaut. Damit gibt sie sich als Mann aus und tritt in die Dienste des Nachbarkönigs ein. Wenn sie ihm aber etwa die Stiefel auszieht, wirft er sie ihr an den Kopf. Als er später fragt, aus welchem Land sie kommt, so antwortet sie: „Aus dem Lande, wo man den Leuten die Stiefel nicht um den Kopf wirft.“ Als Diener einen teuren Ring bei ihr finden, muss sie sich schließlich offenbaren. Sie tritt vor den König und legt die Mäusehaut ab. Als der König ihre goldenen Haare und ihre Schönheit erkennt, möchte er sie heiraten. Zur Hochzeit kommt auch ihr Vater, der sie aber nicht erkennt und dem sie nur ungesalzene Speisen servieren lässt. Daraufhin wird er ärgerlich und sagt: „Ich will lieber nicht leben, als solche Speisen zu essen!“ Da offenbart sich seine Tochter und er erkennt, wie sie ihre Liebesbezeugung gemeint hat. Er bittet sie um Verzeihung und sie ist ihm lieber als alles Andere.

## Herkunft
Wilhelm Grimms Handschrift von 1810 ist nicht wesentlich anders. Es fehlt das Angebot des Dieners, mitzugehen. Es besteht eine Lücke, was das Auftauchen des Rings angeht. Der Schlussdialog ist kürzer. Laut Handnotiz stammt das Märchen von Johanna Hassenpflug, laut Heinz Rölleke aber eher von Familie Wild. Vgl. KHM 179 Die Gänsehirtin am Brunnen, KHM 65 Allerleirauh, Perraults Peau d’Âne. Vgl. Aschenpüster mit der Wünschelgerte in Ludwig Bechsteins Neues deutsches Märchenbuch. Es ist verwandt mit dem slowakischen Märchen Salz ist wertvoller als Gold von Božena Němcová.

## Verfilmung
- 2015: Die Salzprinzessin, Deutschland, Märchenfilm der 8. Staffel aus der ARD-Reihe Sechs auf einen Streich basiert sowohl auf Motiven des Märchens Prinzessin Mäusehaut als auch des Märchens Salz ist wertvoller als Gold von Božena Němcová.

## Parodie
In Janoschs Parodie steckt der Vater die dritte Tochter ins Mädchenpensionat und erkennt sie auf ihrer Hochzeit im teuren Outfit erst nicht.